# Comuna de Staszów
Staszów (polaco: Gmina Staszów) é uma gminy (comuna) na Polónia, na voivodia de Santa Cruz e no condado de Staszowski. A sede do condado é a cidade de Staszów.
De acordo com os censos de 2009, a comuna tem 27 213 habitantes, com uma densidade 120,5 hab/km².

## Área
Estende-se por uma área de 225,86 km², incluindo:
- área agricola: 59%
- área florestal: 34%

## Demografia
Dados de 30 de Junho 2004:
|                      | Total   | Total | Mulheres | Mulheres | Homens  | Homens |
| -------------------- | ------- | ----- | -------- | -------- | ------- | ------ |
|                      | pessoas | %     | pessoas  | %        | pessoas | %      |
| População            | 26 669  | 100   | 13 641   | 51,1     | 13 028  | 48,9   |
| Densidade (pop./km²) | 118,1   | 100   | 60,4     | 60,4     | 57,7    | 57,7   |

De acordo com dados de 2005, o rendimento médio per capita ascendia a 1512,79 zł.

## Comunas vizinhas
- Bogoria, Klimontów, Osiek, Raków, Rytwiany, Szydłów, Tuczępy